# 勒布莱蒂耶里
勒布莱蒂耶里（法語：Le Boullay-Thierry，法語發音：[lə bulɛ tjɛʁi]）是法国厄尔-卢瓦省的一个市镇，属于德勒区。

## 地理
勒布莱蒂耶里（48°38'17"N, 1°25'49"E）面积12.87 平方千米，位于法国中央-卢瓦尔河谷大区厄尔-卢瓦省，该省份为法国北部内陆省份，北起顺时针与厄尔省、伊夫林省、埃松省、卢瓦雷省、卢瓦-谢尔省、萨尔特省和奧恩省接壤。
与勒布莱蒂耶里接壤的市镇（或旧市镇、城区）包括：特朗布莱莱维拉日、厄尔河畔维勒默、勒布莱米瓦、奥尔穆瓦、瑟拉兹勒。

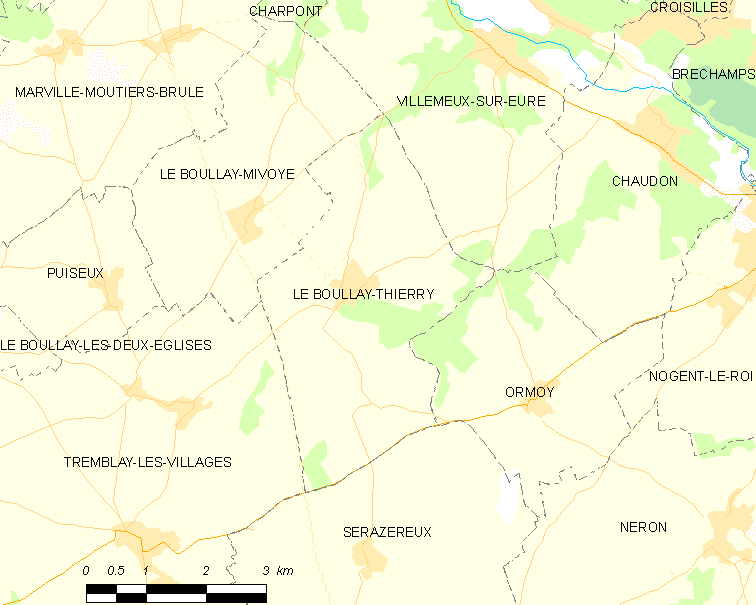
勒布莱蒂耶里的OSM定位图

勒布莱蒂耶里的时区为UTC+01:00、UTC+02:00（夏令时）。

## 行政
勒布莱蒂耶里的邮政编码为28210，INSEE市镇编码为28055。

## 政治
勒布莱蒂耶里所属的省级选区为德勒第二县。

## 人口

1962-2008年间勒布莱蒂耶里人口变化图示

勒布莱蒂耶里于2022年1月1日时的人口数量为585人。